# Train des Combes
| Brigadelok |                              |                        |                        |
| Streckenverlauf |                              |                        |                        |
| Streckenlänge: | 5,2 + 4,8 km                 |                        |                        |
| Spurweite: | Erst: 1440 mm Später: 600 mm |                        |                        |
| |                              |                        |                        |
| \| \| \| Parc des Combes \| \| \| \| \| Train des Combes \| \| \| \| \| \| \| \| \| \| Train des Deux Vallées \| \| \| \| \| CFC du Coeur de Ville \| \| |                              |                        |                        |
| Strecke von links · Strecke quer · Bahnhof |                              | Parc des Combes        | Parc des Combes        |
| Tunnel · Strecke |                              | Train des Combes       | Train des Combes       |
| Strecke nach links · Strecke quer · Abzweig geradeaus und nach rechts                                                                                    |                              |                        |                        |
| Strecke |                              | Train des Deux Vallées | Train des Deux Vallées |
| Kopfbahnhof Streckenende |                              | CFC du Coeur de Ville  | CFC du Coeur de Ville  |

Der Train des Combes und der Train des Deux Vallées (früher: Tacot des Crouillottes) sind zwei miteinander verbundene Schmalspurbahnen in Le Creusot im Département Saône-et-Loire in Frankreich.

## Geschichte

### Ursprüngliche Nutzung (1896–1947)

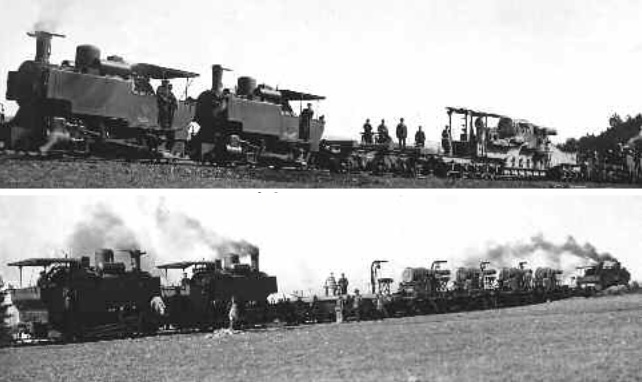
Transport eines 320-mm-Geschützes mit vier Normalspur-Dampfloks

Die normalspurige Werksbahn, Tacot des Crouillottes, verband seit 1896 die Ebene von Riaux mit dem Werksgelände von Crouillottes, um die Schlacke aus den Hochöfen der Schneider-Werke und den Abraum aus den Kohlebergwerken abzutransportieren. Sie wurde mit dreiachsigen Dampflokomotiven (Modèle Schneider 119) betrieben, die mit einem Gewicht von 42 t einen Zug mit einem Gewicht von 325 t in der Ebene ziehen konnten.
Auf der Steigung konnte eine Lokomotive sieben zweiachsige Flachwagen des Typs Tombereau bis zur Anhöhe Gros Chaillot hinaufziehen, von denen einige über mechanische Klotzbremsen verfügten.
Das Plateau des Crasses wurde während des Ersten Weltkriegs auch zur Lagerung von Sprengstoffen und Schießpulver sowie als Schießplatz verwendet. Um die Rauchentwicklung von verschiedenen Arten von Munition zu testen, wurden großkalibrige Geschütze mit bis zu vier Dampflokomotiven auf der Schmalspurbahn auf die Anhöhe gebracht.
Das Transportaufkommen für Industrieabfälle und Schlacke betrug:
- 1922: etwa 18.500 Tonnen pro Monat
- 1929: etwa 21.500 Tonnen pro Monat
- 1937: etwa 8.500 Tonnen pro Monat
- 1945: etwa 14.500 Tonnen pro Monat

### Wiederinbetriebnahme (ab 1980)
Auf der Trasse wurde von Eisenbahnenthusiasten eine Schmalspurbahn gebaut. Die ersten Gleisabschnitte 1980 wurden vom Tunnel bis zur Combe Denis hinunter verlegt. Es folgte die Errichtung des heutigen Bahnhofs im Parc des Combes und die Verlegung eines neuen Abschnitts, der den Tunnel mit diesem Bahnhof, der damals noch ein Sackbahnhof war, verband. 1990 wurde die Strecke um 2,5 km verlängert, und 1995 wurde ein weiterer Streckenabschnitt in Betrieb genommen. Seit 1999 gibt es eine Stichstrecke in die Nähe des SNCF-Bahnhofs. Seitdem ist das Streckennetz 10 km lang.

## Betrieb
Die Ringstrecke des Train des Combes wird im Juli und August mit Dampf- oder Diesellokomotiven für acht jeweils 35 Minuten lange Rundfahrten pro Tag betrieben sowie darüber hinaus für Sonderfahrten an Ostern, Halloween, Nikolaus etc. Die Zweigstrecke zum Bahnhof ist bis auf Weiteres nicht für den Personenverkehr in Betrieb.